# 齊爾庫拉內
46°20′36.93″N 15°59′38.80″E / 46.3435917°N 15.9941111°E

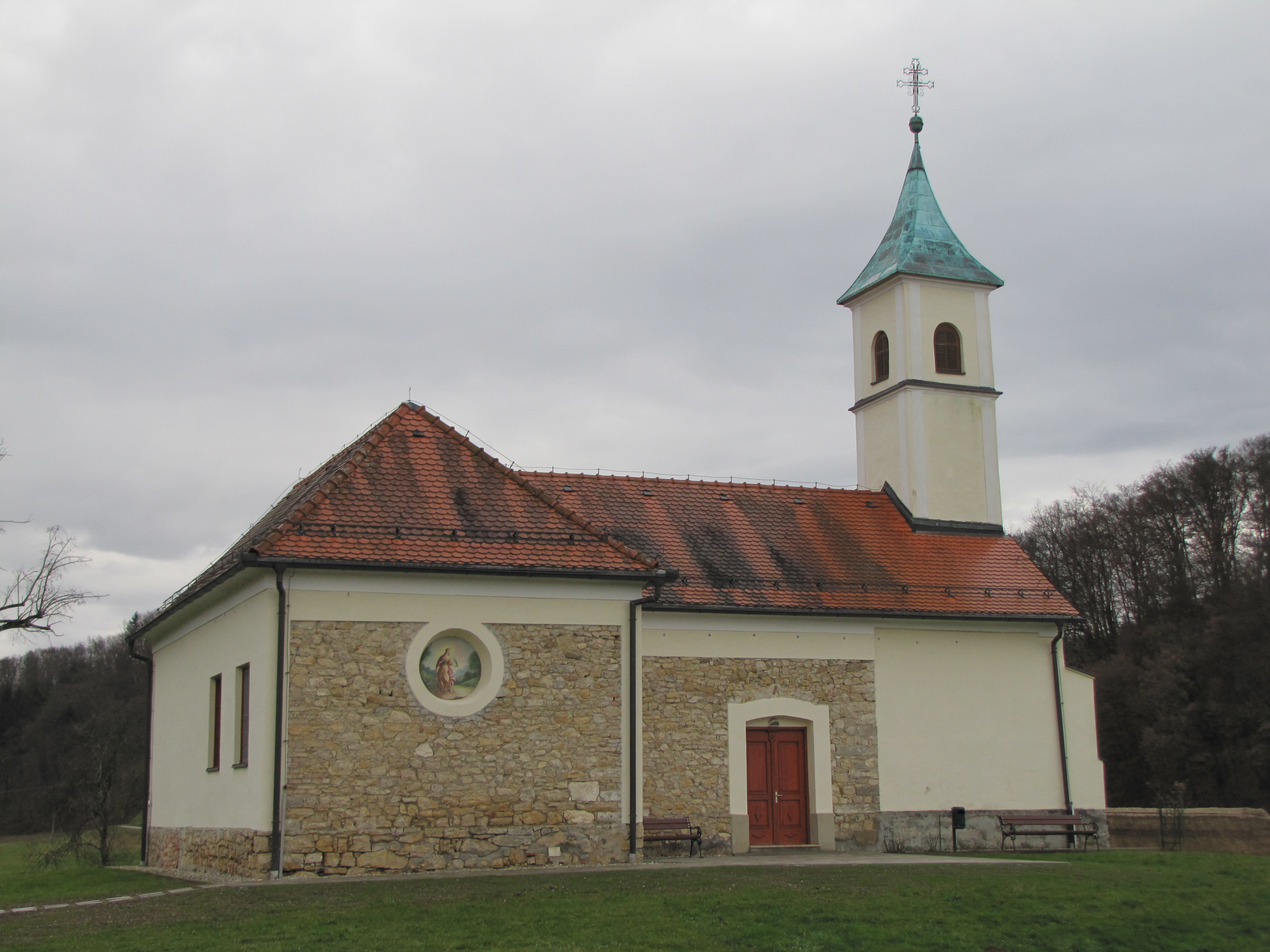
当地教堂

齊爾庫拉內，是斯洛文尼亞齊爾庫拉內市鎮的聚居地及其行政中心，位於該國東北部下施蒂利亞地區，處於德拉瓦河右岸，面積2.6平方公里，海拔高度229米，2020年人口数量为451人，人口密度每平方公里139人。